# Parafia Narodzenia Najświętszej Maryi Panny w Baborowie
Parafia Narodzenia Najświętszej Maryi Panny w Baborowie – rzymskokatolicka parafia dekanatu Kietrz diecezji opolskiej. Mieści się przy ulicy Kościuszki.

## Historia
Erygowana w 1340. Należała pierwotnie do diecezji ołomunieckiej. Po 1742 parafia została odcięta od diecezjalnego Ołomuńca znajdując się na terenie tzw. dystryktu kietrzańskiego. W 1863 parafia oprócz Baborowa obejmowała również Dzielów (z kaplicą i szkołą), Jaroniów (ze szkołą), Raków (ze szkołą) i Sułków (z kaplicą i szkołą), liczyła 4947 katolików, 21 niekatolików, 26 żydów, niemiecko- i morawskojęzycznych, przy czym w pobliskich miejscowościach według językoznawców posługiwano się zaliczanym do polskiego dialektu śląskiego gwarą sułkowską. Od końca II wojny światowej w granicach Polski. W diecezji opolskiej od 1972.